# Altolaterra
Altolaterra is een buurt (quartiere) in de Italiaanse gemeente Tagliacozzo.